# The Wild Robot
The Wild Robot és una pel·lícula d'aventures de ciència-ficció animada estatunidenca escrita i dirigida per Chris Sanders, basada en la novel·la homònima de Peter Brown del 2016. Es va estrenar el 2024 i va ser produïda per DreamWorks Animation i distribuïda per Universal Pictures. Compta amb les veus originals en anglès de Lupita Nyong'o, Pedro Pascal, Kit Connor, Bill Nighy, Stephanie Hsu, Mark Hamill, Catherine O'Hara, Matt Berry i Ving Rhames. S'ha subtitulat al català.
Sanders va conèixer per primera vegada el llibre original a través de la seva filla i se li va oferir l'oportunitat de dirigir una adaptació cinematogràfica a DreamWorks. Les imatges de la pel·lícula utilitzen una estètica d'aquarel·la, inspirada en les pel·lícules d'animació clàssiques de Disney i les obres de Hayao Miyazaki. Va ser l'última pel·lícula que es va animar completament a DreamWorks, ja que l'estudi va començar a dependre en gran part de proveïdors externs per a futures pel·lícules. Kris Bowers va compondre la base sonora, i ho va fer per primer cop per a una pel·lícula totalment animada.
The Wild Robot es va estrenar al 49è Festival Internacional de Cinema de Toronto el 8 de setembre de 2024, i als cinemes dels Estats Units el 27 de setembre. La pel·lícula va ser un èxit de crítica i comercial, va recaptar 324,7 milions de dòlars a tot el món amb un pressupost de producció de 78 milions de dòlars i es va convertir en la cinquena pel·lícula d'animació més taquillera del 2024. A la 82a edició dels Globus d'Or, The Wild Robot va ser nominada al millor llargmetratge d'animació, a la millor cançó original, a la millor banda sonora original i a l'assoliment cinematogràfic i de taquilla.
Va ser nominada als premis Oscar de 2024 al millor film d'animació però no va guanyar. El guardó va ser per a Flow.